# Chame Gente : L'Histoire du trio électrique
Pour plus de détails, voir Fiche technique et Distribution.
Chame Gente : L'Histoire du trio électrique (titre original : Chame Gente - A História do Trio Elétrico) est un film documentaire brésilien réalisé par Mini Kerti, sorti en 2005.
Le film raconte l'histoire du trio életrico, il montre divers artistes de la musique axé tels que Carlinhos Brown, Ivete Sangalo, Daniela Mercury, Gilberto Gil, outre les créateurs originels, Dodô et Osmar. 
Le documentaire a été présenté au Festival Cinema Brasil, au Japon, où il a reçu le nom pertinent  de Chame Gente Brazil.

## Synopsis
Le documentaire retrace l'histoire derrière l'invention du trio électrique, depuis ses premiers jours, lors de sa conceptualisation et sa création encore précaire par Dodô et Osmar, jusqu'à son ascension et sa diffusion par d'autres artistes de la musique axé ; il présente le véhicule qui a révolutionné le Carnaval de Salvador avant qu'il ne se répande à tout le Brésil et qu'il n'ait fait de Dodô et Osmar les grandes icônes de Bahia. On y découvre l'évolution et les sophistications au fil des années du trio électrique qui allait faire connaitre le patrimoine culturel brésilien dans le monde entier. Divers artistes du Carnaval apparaissent pendant le documentaire, tels que Carlinhos Brown, Ivete Sangalo, Margareth Menezes, Daniela Mercury, Gilberto Gil et Armandinho.

## Fiche technique
- Titre : Chame Gente : L'Histoire du trio électrique
- Titre original : Chame Gente: A História do Trio Elétrico
- Réalisation : Mini Kerti
- Scénario : Rafael Dragaud
- Montage : Sérgio Mekler, Quito Ribeiro
- Pays :  Brésil
- Genre : Documentaire
- Durée : 58 minutes
- Dates de sortie : 
  -  Brésil : 2005

## Distribution
- Dodô et Osmar : Eux-mêmes
- Ivete Sangalo : Elle même
- Armandinho : Lui-même
- Bernardino : Lui-même
- Carlinhos Brown : Lui-même
- Dorival Caymmi : Lui-même
- Gilberto Gil : Lui-même
- Margareth Menezes : Elle même
- Daniela Mercury : Elle même
- Moraes Moreira : Lui-même
- José Ribas : Lui-même
- Caetano Veloso : Lui-même
- Gilmelândia : Elle même